# Donald Sumpter
Donald Sumpter (nascido em 13 de fevereiro de 1943)  é um veterano ator britânico com uma carreira que se estende por mais de cinco décadas, presente no cinema e na televisão desde meados da década de 1960.
Sumpter se consolidou por seu talento versátil e respeitado, cativando o público com suas atuações memoráveis em diversos filmes e programas de televisão.
Seus créditos incluem participações em Doctor Who, The Wheel in Space (1968), The Black Panther (1977), Bleak House (1985), The Queen's Nose (1995-1998), Great Expectations (1999), Nicholas Nickleby (2001), Enigma (2001), K-19: The Widowmaker (2002), The Constant Gardener (2005), Being Human (2009-2010), Ultramarines: The Movie (2010), Black Mirror (2011), Game of Thrones (2011-2012), Endeavour (2018), Les Misérables(2018) e Chernobyl (2019).

## Carreira
Sumpter nasceu em 13 de fevereiro de 1943, em Brixworth, Northamptonshire, Inglaterra.
Uma de suas primeiras aparições na televisão foi na série de Doctor Who de 1968, The Wheel in Space, com Patrick Troughton como O Doutor. Em 1972, atuou na série The Sea Devils como Jon Pertwee. Sumpter também apareceu no spin-off de Doctor Who, The Sarah Jane Adventures . Em 2015, ele apareceu como o Time Lord Presidente Rassilon no episódio " Hell Bent " de Doctor Who .
Seus primeiros trabalhos no cinema incluíram um papel principal como o criminoso real Donald Neilson no filme de 1977 , The Black Panther . Sumpter também apareceu em muitos filmes e seriados de televisão, incluindo adaptações dos romances de Dickens : Nicholas Nickleby em 2001, Grandes Esperanças em 1999, e Bleak House em 1985.
Sumpter fez o papel do vilão Ronnie Day em Big Deal (1985). Ele assumiu o papel de Alexander Bonaparte Cust na adaptação de Agatha Christie's Poirot, de 1992, de The ABC Murders. Também apareceu em episódios de Midsomer Murders, The Bill, Holby City, Black Mirror, e A Touch of Frost.
De 1995 a 1998, teve um papel recorrente como Tio Ginger na série da BBC infantil,The Queen's Nose. Interpretou Harold Chapple em Our Friends in the North, além de retratar o físico Max Planck em Einstein e Eddington. Mais tarde, ele se apresentou como Kemp na série dramática de terror Being Human, além de ter interpretado Mestre Luwin nas temporadas 1 e 2 da série Game of Thrones, da HBO.
Suas aparições em filmes incluem The Constant Gardener (2005), K-19: The Widowmaker (2002), Enigma (2001) e Ultramarines: The Movie (2010).
Em 2018, interpretou Emil Valdemar na quinta temporada de Endeavour. No mesmo ano, ele apareceu como Monsieur Mabeuf na adaptação da BBC de Les Misérables.

## Filmografia

### Filmes
| Year | Filme                                 | Papel                           | Notas          |
| ---- | ------------------------------------- | ------------------------------- | -------------- |
| 1968 | The Window Cleaner                    | David                           |                |
| 1968 | The Lost Continent                    | Sparks – the radioman           |                |
| 1969 | Night After Night After Night         | Pete Laver                      |                |
| 1970 | Groupie Girl                          | Steve                           |                |
| 1970 | The Walking Stick                     | Max                             |                |
| 1971 | Bleak Moments                         | Amigo de Norman                 |                |
| 1971 | Sunday Bloody Sunday                  | Convidado da festa              |                |
| 1974 | Stardust                              | Produtor televisivo             |                |
| 1977 | Hardcore                              | Mark                            |                |
| 1977 | The Black Panther                     | Donald Neilson                  | [ 3 ]          |
| 1979 | Meetings with Remarkable Men          | Pogossian                       |                |
| 1983 | Curse of the Pink Panther             | Dave                            |                |
| 1990 | Rosencrantz and Guildenstern are Dead | Claudius                        |                |
| 1992 | Méchant garçon                        | Michael, le père                |                |
| 1993 | Being Human                           | Salgedo                         |                |
| 1995 | Richard III                           | Brackenbury                     |                |
| 1997 | Tangier Cop                           | Ahmed Yaasin                    |                |
| 2001 | Enigma                                | Leveret                         |                |
| 2001 | The Point Men                         | Benni Baum                      |                |
| 2002 | K-19: The Widowmaker                  | Gennadi Savran                  |                |
| 2005 | The Constant Gardener                 | Tim Donohue                     |                |
| 2007 | Eastern Promises                      | Yuri                            |                |
| 2009 | God & Lucy                            | God                             | Curta-metragem |
| 2010 | Among Us                              | Homem no assento                |                |
| 2010 | Ultramarines: The Movie               | Pythol                          | Dublagem       |
| 2011 | The Girl with the Dragon Tattoo       | Detetive Inspetor Gustaf Morell |                |
| 2014 | Bypass                                | Avô                             |                |
| 2015 | In the Heart of the Sea               | Paul Macy                       |                |
| 2016 | The Knackerman                        | Ron                             | Curta-metragem |
| 2017 | The Man Who Invented Christmas        | Jacob Marley                    |                |

### Televisão
| Year      | Filme                                             | Papel                           | Notas                                                          |
| --------- | ------------------------------------------------- | ------------------------------- | -------------------------------------------------------------- |
| 1966      | The Wednesday Play                                | Soldado                         | 1 episódio: "A Hero of Our Time"                               |
| 1967      | Softly Softly                                     | Ted Reece                       | 1 episódio: "Ted Reece"                                        |
| 1967      | Love Story                                        |                                 | 1 episódio: "Cinéma Vérité"                                    |
| 1967      | Z-Cars                                            | Dave Caller                     | 2 episódios: "It's Easy Once You Know How"                     |
| 1968      | Doctor Who                                        | Enrico Casali                   | 6 episódios: "The Wheel in Space"                              |
| 1968      | Sanctuary                                         | Lee                             | 1 episódio: "The Girl with the Blue Guitar"                    |
| 1969      | ITV Saturday Night Theatre                        | Leary                           | 1 episódio: "Pig in a Poke"                                    |
| 1969      | The First Churchills                              | Lord Cutts                      | 1 episódio: "A Famous Victory"                                 |
| 1970      | Mad Jack                                          | Wilmot                          |                                                                |
| 1970      | The Adventures of Don Quick                       | Gezool                          | 1 episódio: "The Benefits of Earth"                            |
| 1972      | Doctor Who                                        | Commander Ridgeway              | 3 episódios: "The Sea Devils"                                  |
| 1972      | Armchair Theatre                                  | Dellow                          | 1 episódio: "The Breaking of Colonel Keyser"                   |
| 1973      | Barlow at Large                                   | Jim Page                        | 1 episódio: "Strays"                                           |
| 1973      | Hadleigh                                          | Tony                            |                                                                |
| 1975      | Centre Play                                       | Johnny                          | 1 episódio: "The Saliva Milkshake"                             |
| 1975      | Sadie, It's Cold Outside                          | Encanador                       | 1 episódio                                                     |
| 1975      | Quiller                                           | Hudson                          | 1 episódio: "Assault on the Ritz"                              |
| 1975      | Softly, Softly: Taskforce                         | George Hartley                  | 1 episódio: "Choirboy"                                         |
| 1977      | Jesus of Nazareth                                 | Aram                            |                                                                |
| 1977      | Seven Faces of Woman                              | Joe Belladona                   | 1 episódio: "She: Anxious Anne"                                |
| 1977      | Play for Today                                    | Spalding                        | 1 episódio: "Catchpenny Twist"                                 |
| 1977      | The Children of the New Forest                    | Ned Corbould                    |                                                                |
| 1978      | Crown Court                                       |                                 | 1 episódio: "To Catch a Thief"                                 |
| 1978      | Target                                            | Heslop                          | 1 episódio: "Promises"                                         |
| 1978      | Les Misérables                                    | Agente                          |                                                                |
| 1979      | The Other Side                                    |                                 | 1 episódio: "Contact"                                          |
| 1980      | Shoestring                                        | Stanley Reeves                  | 1 episódio: "The Teddy Bears’ Nightmare"                       |
| 1981      | BBC Television Shakespeare                        | Sextus Pompeius                 | "Antony & Cleopatra"                                           |
| 1981      | The Rose Medallion                                | Harry                           |                                                                |
| 1982      | The Brack Report                                  | Paul Brack                      |                                                                |
| 1983      | Bergerac                                          | Roscoe                          | 1 episódio: "Fall of a Birdman"                                |
| 1984      | Minder                                            | Sudbury                         | 1 episódio: "Hypnotising Rita"                                 |
| 1985      | Time Trouble                                      |                                 |                                                                |
| 1985      | Oscar                                             | Clibborn                        | 1 episódio: "Gilded Youth"                                     |
| 1985      | Bleak House                                       | Nemo                            | 2 episódios                                                    |
| 1985–1986 | Big Deal                                          | Ronnie Day                      | Recorrente                                                     |
| 1986      | Boon                                              | Jack Evans, ex-marido de Doreen | 2 episódios: "Grand Expectations" & "For Whom the Chimes Toll" |
| 1989      | Bergerac                                          | Harry Tilson                    | 1 episódio: "Second Time Around"                               |
| 1990      | Ruth Rendell Mysteries                            | Edward Peveril                  | 3 episódios: "Some Lie and Some Die"                           |
| 1991      | Aimée                                             | Frank                           |                                                                |
| 1992      | Agatha Christie's Poirot                          | Alexander Bonaparte Cust        | 1 episódio: "The A.B.C. Murders"                               |
| 1992      | The Blackheath Poisonings                         | Insp. Titmarsh                  |                                                                |
| 1993      | The Buddha of Suburbia                            | Matthew Pyke                    |                                                                |
| 1993      | The Bill                                          | DCI Grant                       | 1 episódio: "Nothing Ventured"                                 |
| 1994      | Grushko                                           | Kartashov                       | 3 séries de peça                                               |
| 1994      | Drop the Dead Donkey                              | Inspetor                        | 1 episódio: "The Strike"                                       |
| 1994      | Between the Lines                                 | Milan                           | 2 episodes: "The End User"                                     |
| 1995–2000 | The Queen's Nose                                  | Tio Ginger                      | Recorrente                                                     |
| 1996      | Our Friends in the North                          | Comandante Harold Chapple       | Recorrente                                                     |
| 1996      | Cold Lazarus                                      | Dr Rawl                         | 2 episódios                                                    |
| 1998      | Bombay Blue                                       | Superintendente John Mayberry   |                                                                |
| 1999      | Great Expectations                                | Compeyson                       |                                                                |
| 2000      | Dalziel and Pascoe                                | Gus Mullavey                    | 1 episódio: "A Sweeter Lazarus"                                |
| 2001      | In Deep                                           | Keith Sullivan                  | 1 episódio: "Romeo Trap"                                       |
| 2001      | The Life and Adventures of Nicholas Nickleby      | Mr Brooker                      |                                                                |
| 2002      | The Estate Agents                                 | Mr Love                         | 1 episódio: "Gangsters"                                        |
| 2003      | Serious and Organised                             | Jimmy Fisk                      | 1 episódio: "Deal with the Devil"                              |
| 2003      | A Touch of Frost                                  | Maynard                         | 1 episódio: "Hidden Truth"                                     |
| 2003      | Ultimate Force                                    | General Harkin                  | 1 episódio: "Mad Dogs"                                         |
| 2003      | The Bill                                          | Archie Foster                   | 2 episódios                                                    |
| 2003      | Seven Wonders of the Industrial World             | Farrington                      | 1 episódio: "Brooklyn Bridge"                                  |
| 2003      | Holby City                                        | Jay Miller                      | 1 episódio: "Façade"                                           |
| 2004      | Midsomer Murders                                  | Tim Settingfield                | 1 episódio: "Sins of Commission"                               |
| 2004      | The Last Detective                                | Alfie Clemens                   | 1 episódio: "The Long Bank Holiday"                            |
| 2005      | Rose and Maloney                                  | Ronnie Johnson                  | 1 episódio                                                     |
| 2006      | Eleventh Hour                                     | Richard Adams                   | 1 episódio: "Kryptos"                                          |
| 2006      | The Chatterley Affair                             | Gerald Gardiner                 |                                                                |
| 2006      | The Eagle: A Crime Odyssey Ørnen: En krimi-odyssé | Aca Popov / Milan Nacuk         | 2 episódios: "Kodenavn: Minos"' & "Kodenavn: Ithaka – Del 24"  |
| 2006      | The Bill                                          | Alfie Sutton                    | 1 episódio                                                     |
| 2006      | Dracula                                           | Alfred Singleton                |                                                                |
| 2007      | Fallen Angel                                      | Simon Martlesham                |                                                                |
| 2007      | Holby City                                        | William Chase                   | 1 episódio: "Past Imperfect"                                   |
| 2008      | Heist                                             | King Edward                     |                                                                |
| 2008      | Heroes and Villains                               | Garnier                         | 1 episódio: "Richard the Lionheart"                            |
| 2008      | Taggart                                           | Alex Sternwood                  | 1 episódio: "Point of Light"                                   |
| 2008      | New Tricks                                        | Bobby 'Tar' Mcadam              | 1 episódio: "Couldn't Organise One"                            |
| 2008      | Tess of the d'Urbervilles                         | Parson Tringham                 |                                                                |
| 2008      | Einstein and Eddington                            | Max Planck                      |                                                                |
| 2009      | Into the Storm                                    | Lorde Halifax                   |                                                                |
| 2009      | The Sarah Jane Adventures                         | Erasmus Darkening               | 2 episódios: "The Eternity Trap"                               |
| 2009–2010 | Being Human                                       | Kemp                            | Recorrente; 9 episódios                                        |
| 2010      | Spooks                                            | Stephen Kirby                   | 1 episódio (Temp 9 Ep 3)                                       |
| 2010      | Merlin                                            | Rei Pescador                    | 1 episódio: "The Eye of the Phoenix"                           |
| 2011      | The Suspicions of Mr Whicher                      | Peter Edlin QC                  |                                                                |
| 2011      | Black Mirror                                      | Julian Hereford                 | 1 episódio: "The National Anthem"                              |
| 2011–2012 | Game of Thrones                                   | Maester Luwin                   | Temporadas 1–2, 14 episódios                                   |
| 2012      | Wallander                                         | Fredrik Thorson                 | 1 episódio: "An Event in Autumn"                               |
| 2012      | The Secret of Crickley Hall                       | Gordon Pyke                     | Episódios 2 e 3                                                |
| 2013      | The Mill                                          | Samuel Greg                     | Temporada 1                                                    |
| 2013      | Atlantis                                          | Tiresias                        | 1 episódio: "Twist of Fate"                                    |
| 2014      | New Worlds                                        | Sidney                          | Episódios 3 e 4                                                |
| 2014      | One Child                                         | Jim Ashley                      | Série de 3 partes                                              |
| 2014      | Quirke                                            | Josh Crawford                   | Episódio 1 "Christine Falls"                                   |
| 2015      | Coalition                                         | Paddy Ashdown                   | TV film (?)                                                    |
| 2015      | Jekyll and Hyde                                   | Garson                          | Série de 10 partes                                             |
| 2015      | Doctor Who                                        | O Presidente                    | Episódio: "Hell Bent"                                          |
| 2017      | Peaky Blinders                                    | Arthur Bigge                    | Episódios 1 e 6                                                |
| 2018      | Endeavour                                         | Emil Valdemar                   | Episódio 2: "Cartouche"                                        |
| 2018      | 12 Monkeys                                        | VIdente                         | 3 Episódios: "The End" (não creditado), "Legacy" e "Demons"    |
| 2018      | Les Misérables                                    | Monsieur Mabeuf                 | 3 episódios                                                    |
| 2019      | Chernobyl                                         | Zharkov                         | 2 episódios                                                    |
| 2019      | Temple                                            | George                          | 2 episódios                                                    |
| 2020      | Exposed: The Church's Darkest Secret              | Bishop Peter Ball               | drama-documentário , 2 episódios                               |
| 2021      | The Cleaner                                       | Sr James                        | 1 episódio: "The Aristocrat"                                   |

## links externos
- Donald Sumpter. no IMDb.